# Paroligia pallidisca
Paroligia pallidisca là một loài bướm đêm trong họ Noctuidae.